# Tadeusz Dłubacz

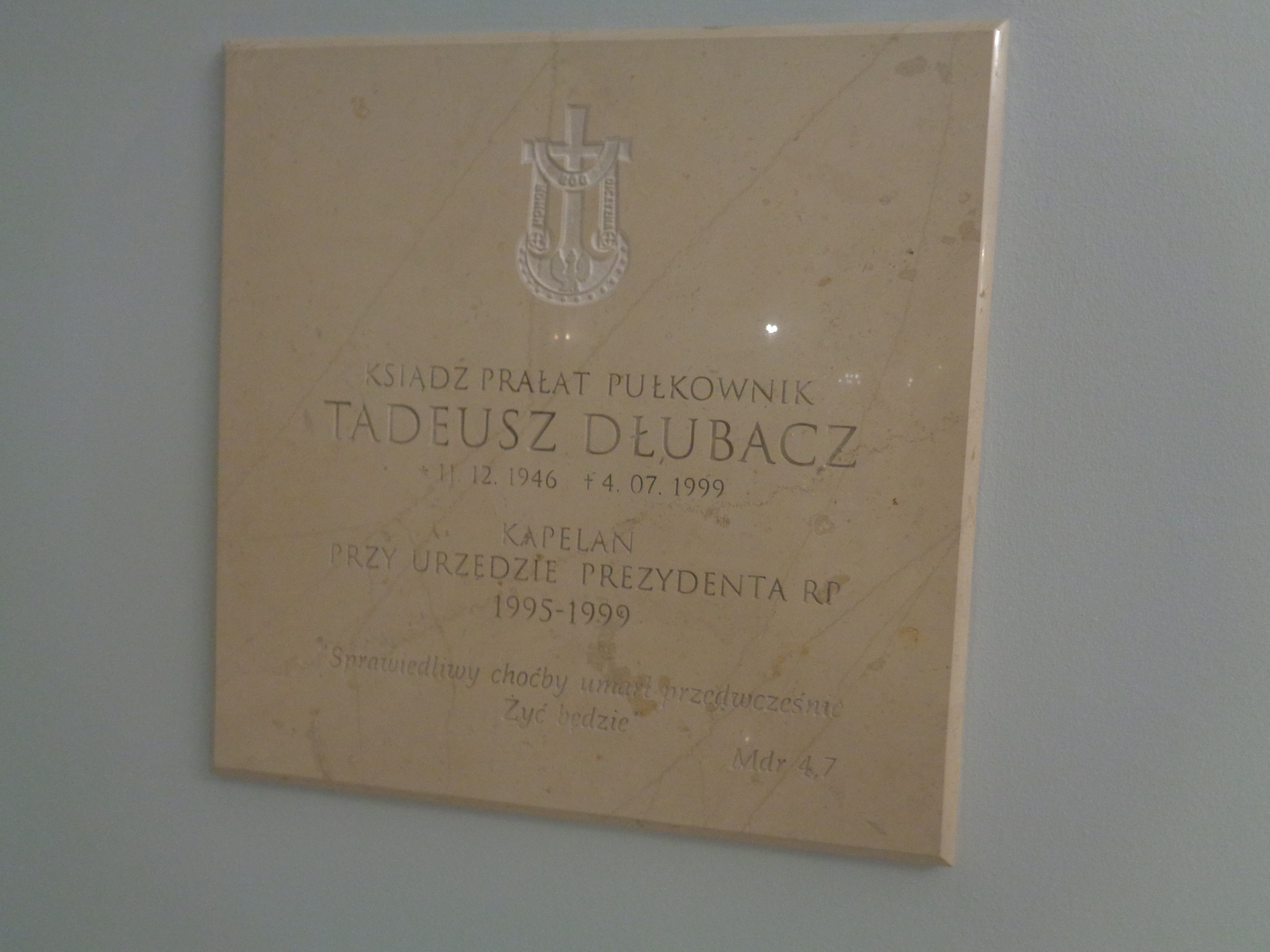
Tablica upamiętniająca ks prałata pułkownika Tadeusza Dłubacza w Pałacu Prezydenckim

Tadeusz Dłubacz (ur. 11 grudnia 1946 w Moszczenicy Niżnej, zm. 4 lipca 1999) – polski duchowny rzymskokatolicki, pułkownik Wojska Polskiego, kapelan przy urzędzie Prezydenta RP w latach 1995-1999.

## Życiorys
Pochodził z parafii Stary Sącz. Był synem Franciszka i Janiny oraz najstarszym spośród pięciorga rodzeństwa. Po szkole podstawowej naukę kontynuował w Liceum Ogólnokształcącym w Starym Sączu. W latach 1964–1971 odbył studia w Wyższym Seminarium Duchownym w Tarnowie. W latach 1965–1967 pełnił zasadniczą służbę wojskową. Jako żołnierz służył w Pułku Zmechanizowanym w Bartoszycach, a następnie w Brygadzie Saperów w Szczecinie-Podjuchach. 30 maja 1971 r. przyjął święcenia kapłańskie rąk bpa Jerzego Ablewicza.
Był wikariuszem w parafiach Uście Solne (1971-1975) i św. Kazimierza w Nowym Sączu (1975-1981). Od 1981 roku był wikariuszem w parafii Dębno i rektorem kaplicy w Sufczynie. Wolą biskupa tarnowskiego podjął zadania organizowania i tworzenia parafii w Sufczynie, gdzie w latach 1982-1988 pracował jako pierwszy jej proboszcz. Wybudował kościół parafialny oraz utworzył i zorganizował cmentarz parafialny. Wybudował też plebanię wraz z salami katechetycznymi. W roku 1988 został skierowany do Dębicy, gdzie jako proboszcz parafii Matki Boskiej Anielskiej i dziekan pracował do 1991 roku. Z pomocą parafian wybudował kościół. Wraz z wikariuszami opieką duszpasterską objął też pracowników "Stomilu” w Dębicy oraz chorych w dwóch miejscowych szpitalach. W tym czasie przez siedem lat był również wizytatorem katechetycznym Diecezji Tarnowskiej. Od 1978 roku Ksiądz Dłubacz aktywnie angażował się w działalność opozycyjnej "Solidarności” – Wiejskiej i Robotniczej. Uczestniczył w Zjazdach „Solidarności” Regionu Małopolska.
1 czerwca 1991 został przyjęty przez bp. Sławoja Leszka Głodzia do Ordynariatu Polowego (był jednym z dwóch pierwszych przyjętych księży, obok ks. Jerzego Syryjczyka). Był proboszczem katedry polowej Wojska Polskiego, dziekanem Warszawskiego Okręgu Wojskowego, Garnizonu Warszawskiego i Instytucji Centralnych MON, dyrektorem Caritas Ordynariatu Polowego. 14 września 1995 został kapelanem przy Urzędzie Prezydenta RP.
W roku 1992 otrzymał godność Kapelana Jego Świątobliwości. 14 lipca 1993 roku decyzją Biskupa Polowego Sławoja Leszka Głodzia inkardynowano go do Ordynariatu Polowego Wojska Polskiego. W 1993 roku brał udział w pracach zespołu opracowującego nowy Ceremoniał wojskowy. Był członkiem Kolegium Konsultorów Ordynariatu Polowego Wojska Polskiego. Pełnił też obowiązki referenta ds. inwestycji i budownictwa oraz przewodniczył Radzie Ekonomicznej WP.
W 1992 roku został odznaczony Złotym Krzyżem Zasługi, a w 1999 roku – Złotym Medalem „Za zasługi dla obronności Kraju”. Prezydent Aleksander Kwaśniewski postanowieniem z dnia 6 lipca 1999 r. w uznaniu wybitnych zasług w działalności społecznej i charytatywnej odznaczył go pośmiertnie Krzyżem Oficerskim Orderu Odrodzenia Polski.
Zmarł nagle 4 lipca 1999 roku. Został pochowany na cmentarzu w Starym Sączu.